# Gary Winnick
Gary Winnick es un diseñador de videojuegos de ordenador norteamericano, escritor, ilustrador, y animador gráfico. Fue el primer ilustrador contratado por Lucasfilm Games. Fue codiseñador de Maniac Mansion junto con Ron Gilbert, y creó el cómic Bad Dreams.

## Carrera
Gary Winnick fundó Horizon Zero Graphiques con Frank Cirocco en el año 1974. En esa compañía desempeñó labores de editor, ilustrador y escritor para la publicación de cómic Venture, que estuvo vigente hasta 1976. Horizon Zero Graphiques publicó también publicó la revista sobre cómics Mindworks de Brent Anderson, que incluyó trabajos de Winnick.
Comenzó su carrera en la industria de los videojuegos en LucasArts en el año 1984, como único ilustrador y animador gráfico empleado en los primeros tiempos de la compañía, por aquel entonces recién formada y llamada Lucasfilm Games Division. Participó como codiseñador de la aventura gráfica Maniac Mansion en 1987, y continuó trabajando en LucasArts como supervisor del departamento de arte para el juego Indiana Jones and the Last Crusade: The Graphic Adventure, en 1989. En 1992 trabajó como diseñador, ilustrador y animador en Defenders of Dynatron City, y escribió el cómic basado en el juego de forma conjunta con Steve Purcell. Antes de dejar LucasArts en 1993,  contribuyó en el diálogo y la historia de la secuela de Maniac Mansion, Day of the Tentacle. Tras abandonar LucasArts, Winnick fue contratado por Spectrum Holobyte como director de arte. En 1995 fundó con otros participantes la compañía de videojuegos Orbital Studios, donde trabajó como productor ejecutivo. En 1996,  regresó como socio a Horizon Zero Graphiques, que fue renombrada a Lightsource Studios.
Winnick también fue cocreador del cómic Neomen con Frank Cirocco en 1987, y creó el cómic Bad Dreams en 2014.  El primer número de Bad Dreams entró en la lista de los seis mejores cómics nuevos de ese año y agotó sus existencias en la primera semana de su lanzamiento.
Recientemente Gary Winnick se reunió con Ron Gilbert, con quien creó conjuntamente los aclamados primeras aventuras gráficas de tipo "point and click" en LucasArts. Ambos comenzaron una campaña en Kickstarter para una nueva aventura gráfica de aspecto retro y con la misma mecánica de juego llamada Thimbleweed Park. La campaña finalizó el 18 de diciembre de 2014 y el juego se comercializó el 30 de marzo de 2017.

## Trabajos acreditados

### Juegos
- 1984 Rescue on Fractalus!, animador (LucasArts)
- 1985 Ballblazer, ilustrador (LucasArts)
- 1985 The Eidolon, ilustrador, animador (LucasArts)
- 1985 Koronis Rift, arte adicional (LucasArts)
- 1986 Habitat, ilustrador, animador (LucasArts)
- 1986 Laberinto: El Juego de Ordenador, ilustrador, animador (LucasArts)
- 1986 PHM Pegasus, ilustrador (LucasArts)
- 1987 Maniac Mansion, codirector de proyecto, ilustrador, animador (LucasArts)
- 1988 Zak McKracken and the Alien Mindbenders, ilustrador (LucasArts)
- 1989 Pipe Dream, ilustrador (LucasArts)
- 1989 Indiana Jones y la Última Cruzada: Aventura Gráfica, supervisor de departamento de arte (LucasArts)
- 1990 Loom, diseñador de personajes, ilustrador, animador (LucasArts)
- 1990 The Secret of Monkey Island, supervisor de departamento del arte (LucasArts)
- 1991 Star Wars, ilustrador (Software de vectores)
- 1991 Monkey Island 2: LeChuck's Revenge, supervisor de departamento de arte (LucasArts)
- 1992 Defenders of Dynatron City, director de proyecto, ilustrador, animador (LucasArts)
- 1992 Indiana Jones and the Fate of Atlantis, supervisor de departamento de arte (LucasArts)
- 1993 Día del Tentáculo, escritor (LucasArts)
- 1993 National Lampoon's Chess Maniac 5 Billion and 1, director de arte (Spectrum Holobyte)
- 1995 Star Trek: The Next Generation: A Final Unity, director de arte (Spectrum Holobyte)
- 1995 Dinonauts: Animated Adventures in Space, diseñador, artista, productor ejecutivo (Orbital Studios)
- 2007 Meet the Robinsons (Nintendo DS), director de proyecto para animaciones de escenas (Lightsource Studios)
- 2008 Bolt (Nintendo DS), director de proyecto para animaciones de escenas (Lightsource Studios)
- 2017 Thimbleweed Park, escritor, diseñador, ilustrador